# Karlsruher Sport-Club Mühlburg-Phönix 2011-2012
Questa voce raccoglie le informazioni riguardanti il Karlsruher Sport-Club Mühlburg-Phönix nelle competizioni ufficiali della stagione 2011-2012.

## Stagione
Nella stagione 2011-2012 il Karlsruhe, allenato da Rainer Scharinger, Markus Kauczinski e Jørn Andersen, concluse il campionato di 2. Bundesliga al 16º posto, perse i play-out con ilJahn Ratisbona e fu retrocesso in 3. Liga. In Coppa di Germania il Karlsruhe fu eliminato al secondo turno dallo Schalke 04.

## Rosa
| N. |                      | Ruolo | Calciatore          |
| -- | -------------------- | ----- | ------------------- |
| 1  | Germania (bandiera)  | P     | Dirk Orlishausen    |
| 3  | Germania (bandiera)  | D     | Stefan Müller       |
| 4  | Mali (bandiera)      | D     | Bakary Soumaré      |
| 5  | Germania (bandiera)  | D     | Dennis Kempe        |
| 6  | Germania (bandiera)  | C     | Pascal Groß         |
| 7  | Polonia (bandiera)   | C     | Marcus Piossek      |
| 8  | Germania (bandiera)  | A     | Moses Lamidi        |
| 9  | Georgia (bandiera)   | A     | Aleksandre Iashvili |
| 10 | Sudafrica (bandiera) | A     | Delron Buckley      |
| 11 | Germania (bandiera)  | A     | Marco Terrazzino    |
| 13 | Germania (bandiera)  | C     | Steffen Haas        |
| 14 | Cipro (bandiera)     | D     | Īlias Charalampous  |
| 15 | Germania (bandiera)  | C     | Matthias Cuntz      |
| 17 | Germania (bandiera)  | C     | Timo Staffeldt      |
| 18 | Germania (bandiera)  | A     | Simon Zoller        |
| 19 | Germania (bandiera)  | D     | Thorben Stadler     |
| 21 | Francia (bandiera)   | C     | Gaëtan Krebs        |
| 22 | Svizzera (bandiera)  | D     | Giuseppe Aquaro     |

| N. |                        | Ruolo | Calciatore        |
| -- | ---------------------- | ----- | ----------------- |
| 22 | Germania (bandiera)    | D     | Sebastian Schiek  |
| 23 | Germania (bandiera)    | C     | Timo Kern         |
| 24 | Stati Uniti (bandiera) | P     | Luis Robles       |
| 25 | Germania (bandiera)    | D     | Thomas Konrad     |
| 26 | Germania (bandiera)    | D     | Patrick Milchraum |
| 28 | Germania (bandiera)    | C     | Ole Schröder      |
| 29 | Camerun (bandiera)     | A     | Louis Ngwat-Mahop |
| 30 | Slovenia (bandiera)    | A     | Klemen Lavrič     |
| 31 | Germania (bandiera)    | A     | Christian Timm    |
| 32 | Turchia (bandiera)     | C     | Hakan Çalhanoğlu  |
| 33 | Senegal (bandiera)     | C     | Makhtar Thioune   |
| 34 | Romania (bandiera)     | D     | Ionuţ Rada        |
| 36 | Germania (bandiera)    | P     | Alexander Stolz   |
| 37 | Germania (bandiera)    | P     | Mathias Moritz    |
| 38 | Guinea (bandiera)      | C     | Boubacar Fofana   |
|    | Romania (bandiera)     | A     | Andrei Cristea    |
|    | Germania (bandiera)    | A     | Bogdan Müller     |

## Organigramma societario
Area tecnica
- Allenatore: Markus Kauczinski
- Allenatore in seconda:
- Preparatore dei portieri: Kai Rabe
- Preparatori atletici: Markus Zidek

## Calciomercato

### Sessione estiva
| Acquisti | Acquisti          | Acquisti          | Acquisti |
| R.       | Nome              | da                | Modalità |
| -------- | ----------------- | ----------------- | -------- |
| A        | Louis Ngwat-Mahop | Īraklīs           |          |
| D        | Giuseppe Aquaro   | CSKA Sofia        |          |
| A        | Anton Fink        | Aalen             |          |
| C        | Steffen Haas      | Kickers Offenbach |          |
| D        | Niklas Hoheneder  | Austria Vienna    |          |
| D        | Dennis Kempe      | Aalen             |          |
| A        | Moses Lamidi      | RW Oberhausen     |          |
| A        | Klemen Lavrič     | San Gallo         |          |
| D        | Florian Lechner   | St. Pauli         |          |
| D        | Patrick Milchraum | Erzgebirge Aue    |          |
| A        | Bogdan Müller     | Schalke 04 II     |          |
| P        | Dirk Orlishausen  | Rot-Weiß Erfurt   |          |
| C        | Marcus Piossek    | LR Ahlen          |          |

| Cessioni | Cessioni             | Cessioni            | Cessioni |
| R.       | Nome                 | a                   | Modalità |
| -------- | -------------------- | ------------------- | -------- |
| A        | Serhat Akın          | Turgutluspor        |          |
| A        | Macauley Chrisantus  | FSV Francoforte     |          |
| D        | Martin Hudec         | Osnabrück           |          |
| C        | Timo Kern            | Karlsruhe II        |          |
| D        | Sebastian Langkamp   | Augusta             |          |
| A        | Christopher Nguyen   | Hessen Kassel       |          |
| A        | Denis Omerbegović    | Ceahlăul            |          |
| C        | Massimilian Porcello | Osnabrück           |          |
| C        | Stefan Riess         | Lustenau 07         |          |
| C        | Lukas Rupp           | Borussia M'gladbach |          |
| D        | Andreas Schäfer      | Ingolstadt 04       |          |
| A        | Andreas Voglsammer   | Rosenheim 1860      |          |
| D        | Kiliann Witschi      | Lugano              |          |
| C        | Matthias Zimmermann  | Borussia M'gladbach |          |

### Sessione invernale
| Acquisti | Acquisti           | Acquisti     | Acquisti |
| R.       | Nome               | da           | Modalità |
| -------- | ------------------ | ------------ | -------- |
| D        | Īlias Charalampous | Alkī Larnaca |          |
| C        | Boubacar Fofana    | Kartalspor   |          |
| P        | Alexander Stolz    | Stoccarda II |          |
| D        | Bakary Soumaré     | Boulogne     |          |
| D        | Ionuţ Rada         | CFR Cluj     |          |
| C        | Makhtar Thioune    | Molde        |          |

| Cessioni | Cessioni         | Cessioni        | Cessioni |
| R.       | Nome             | a               | Modalità |
| -------- | ---------------- | --------------- | -------- |
| D        | Florian Lechner  | N.E. Revolution |          |
| D        | Niklas Hoheneder | RB Lipsia       |          |
| A        | Anton Fink       | Chemnitz        |          |

## Risultati

### 2. Bundesliga

#### Girone di andata
| Arbitro: | Welz |

|                                     |           |               |
| Iashvili 5’ Lavrič 6’ Staffeldt 22’ | Marcatori | 1’, 44’ Wolze |

| Arbitro: | Rafati |

|                          |           |                     |
| Schindler 35’ Aigner 56’ | Marcatori | 37’ (rig.) Iashvili |

| Arbitro: | Osmers |

|  |           |                        |
|  | Marcatori | 17’ Iashvili 78’ Krebs |

| Arbitro: | Metzen |

|              |           |                                     |
| Staffeldt 9’ | Marcatori | 27’ Kumbela 35’ Vrančić 90’ Kruppke |

| Arbitro: | Winkmann |

|                          |           |  |
| Rangelov 14’, 22’ (rig.) | Marcatori |  |

| Arbitro: | Kempter |

|  |           |                                                   |
|  | Marcatori | 6’, 31’ Benyamina 53’ (rig.) Yelen 77’ Chrisantus |

| Arbitro: | Kinhöfer |

|                                                 |           |                            |
| Langeneke 12’ (rig.) Rösler 18’ Bröker 67’, 75’ | Marcatori | 43’ Müller 80’ Ngwat-Mahop |

| Arbitro: | Weiner |

|  |           |                      |
|  | Marcatori | 17’ Bruns 46’ Ebbers |

| Arbitro: | Cortus |

|                          |           |            |
| von Walsleben-Schied 24’ | Marcatori | 77’ Lavrič |

| Arbitro: | Fischer |

|                      |           |                         |
| Krebs 69’ Aquaro 85’ | Marcatori | 19’ Şmïdtgal 90’ Mavraj |

| Arbitro: | Hartmann |

|                          |           |  |
| Quiring 15’ Parensen 79’ | Marcatori |  |

| Karlsruhe 21 ottobre 2011, ore 18:00 CEST 12ª giornata | Karlsruhe  | 0 – 0 referto | Bochum | Wildparkstadion (12 327 spett.)\| Arbitro: \| Grudzinski \| |
| Arbitro:                                               | Grudzinski |               |        |                                                             |

| Arbitro: | Willenborg |

|                                                           |           |            |
| Dedič 29’ (rig.) Subašić 31’ Koch 39’ Trojan 54’ Fořt 68’ | Marcatori | 38’ Aquaro |

| Arbitro: | Steinhaus-Webb |

|                                          |           |                            |
| Kempe 26’ Iashvili 57’ (rig.) Lavrič 76’ | Marcatori | 13’ Metzelder 86’ Hartmann |

| Arbitro: | Bandurski |

|                            |           |                     |
| Gonther 26’ Proschwitz 88’ | Marcatori | 39’ (rig.) Iashvili |

| Arbitro: | Petersen |

|  |           |                   |
|  | Marcatori | 36’ Radu 87’ Auer |

| Arbitro: | Schmidt |

|                |           |  |
| Gkekas 1’, 65’ | Marcatori |  |

#### Girone di ritorno
| Arbitro: | Metzen |

|                                  |           |            |
| Šukalo 3’ Jula 57’ Brosinski 71’ | Marcatori | 59’ Müller |

| Arbitro: | Ittrich |

|                |           |                                     |
| Terrazzino 72’ | Marcatori | 33’, 87’ (rig.) Bierofka 80’ Aigner |

| Arbitro: | Schriever |

|                   |           |           |
| Groß 22’ Haas 55’ | Marcatori | 17’ König |

| Braunschweig 11 febbraio 2012, ore 13:00 CET 21ª giornata | Eintracht Braunschweig | 0 – 0 referto | Karlsruhe | Eintracht-Stadion (18 000 spett.)\| Arbitro: \| Steuer \| |
| Arbitro:                                                  | Steuer                 |               |           |                                                           |

| Arbitro: | Kampka |

|                         |           |  |
| Lavrič 50’ Iashvili 57’ | Marcatori |  |

| Arbitro: | Grudzinski |

|                        |           |            |
| Micanski 33’ Çinaz 43’ | Marcatori | 72’ Zoller |

| Arbitro: | Zwayer |

|  |           |                                                       |
|  | Marcatori | 10’ Fink 16’ Beister 49’ Ilsø 53’ Rösler 76’ Lambertz |

| Arbitro: | Christ |

|          |           |  |
| Volz 40’ | Marcatori |  |

| Arbitro: | Steinhaus-Webb |

|                          |           |                               |
| Iashvili 45’, 79’ (rig.) | Marcatori | 36’ (aut.) Staffeldt 61’ Borg |

| Arbitro: | Grudzinski |

|                                          |           |  |
| Şmïdtgal 27’ Nehrig 69’ (rig.) Nöthe 83’ | Marcatori |  |

| Arbitro: | Winkmann |

|                     |           |  |
| Timm 13’ Lavrič 84’ | Marcatori |  |

| Bochum 8 aprile 2012, ore 13:30 CEST 29ª giornata | Bochum | 0 – 0 referto | Karlsruhe | Rewirpowerstadion (10 311 spett.)\| Arbitro: \| Cortus \| |
| Arbitro:                                          | Cortus |               |           |                                                           |

| Arbitro: | Stegemann |

|                    |           |  |
| Rada 56’ Krebs 76’ | Marcatori |  |

| Arbitro: | Unger |

|                          |           |                |
| Akaïchi 14’ Biliškov 86’ | Marcatori | 75’ Terrazzino |

| Arbitro: | Bandurski |

|                    |           |  |
| Krebs 43’ Groß 88’ | Marcatori |  |

| Arbitro: | Sippel |

|           |           |  |
| Demai 19’ | Marcatori |  |

| Arbitro: | Fritz |

|                 |           |  |
| Charalampous 9’ | Marcatori |  |

#### Play-out
| Arbitro: | Dingert |

|                   |           |          |
| Alibaz 58’ (rig.) | Marcatori | 76’ Groß |

| Arbitro: | Zwayer |

|                             |           |                      |
| Lavrič 32’ Charalampous 56’ | Marcatori | 28’ Hein 66’ Laurito |

### Coppa di Germania
| Arbitro: | Aytekin |

|                                   |           |                 |
| Milchraum 26’ Kempe 83’ Krebs 90’ | Marcatori | 7’ (rig.) Kratz |

| Arbitro: | Perl |

|  |           |                         |
|  | Marcatori | 81’ Huntelaar 83’ Matip |

## Statistiche

### Statistiche di squadra
| Competizione      | Punti | In casa | In casa | In casa | In casa | In casa | In casa | In trasferta | In trasferta | In trasferta | In trasferta | In trasferta | In trasferta | Totale | Totale | Totale | Totale | Totale | Totale | DR  |
| Competizione      | Punti | G       | V       | N       | P       | Gf      | Gs      | G            | V            | N            | P            | Gf           | Gs           | G      | V      | N      | P      | Gf     | Gs     | DR  |
| ----------------- | ----- | ------- | ------- | ------- | ------- | ------- | ------- | ------------ | ------------ | ------------ | ------------ | ------------ | ------------ | ------ | ------ | ------ | ------ | ------ | ------ | --- |
| 2. Bundesliga     | 33    | 17      | 8       | 3       | 6       | 23      | 28      | 17           | 1            | 3            | 13           | 11           | 32           | 34     | 9      | 6      | 19     | 34     | 60     | -26 |
| Play-out          | -     | 1       | 0       | 1       | 0       | 2       | 2       | 1            | 0            | 1            | 0            | 1            | 1            | 2      | 0      | 2      | 0      | 3      | 3      | 0   |
| Coppa di Germania | -     | 2       | 1       | 0       | 1       | 3       | 3       | 0            | 0            | 0            | 0            | 0            | 0            | 2      | 1      | 0      | 1      | 3      | 3      | 0   |
| Totale            | 33    | 20      | 9       | 4       | 7       | 28      | 33      | 18           | 1            | 4            | 13           | 12           | 33           | 38     | 10     | 8      | 20     | 40     | 66     | -26 |

### Andamento in campionato
| Giornata  | 1 | 2 | 3 | 4 | 5  | 6  | 7  | 8  | 9  | 10 | 11 | 12 | 13 | 14 | 15 | 16 | 17 | 18 | 19 | 20 | 21 | 22 | 23 | 24 | 25 | 26 | 27 | 28 | 29 | 30 | 31 | 32 | 33 | 34 |
| --------- | - | - | - | - | -- | -- | -- | -- | -- | -- | -- | -- | -- | -- | -- | -- | -- | -- | -- | -- | -- | -- | -- | -- | -- | -- | -- | -- | -- | -- | -- | -- | -- | -- |
| Luogo     | C | T | T | C | T  | C  | T  | C  | T  | C  | T  | C  | T  | C  | T  | C  | T  | T  | C  | C  | T  | C  | T  | C  | T  | C  | T  | C  | T  | C  | T  | C  | T  | C  |
| Risultato | V | P | V | P | P  | P  | P  | P  | N  | N  | P  | N  | P  | V  | P  | P  | P  | P  | P  | V  | N  | V  | P  | P  | P  | N  | P  | V  | N  | V  | P  | V  | P  | V  |
| Posizione | 4 | 9 | 6 | 8 | 10 | 12 | 13 | 15 | 14 | 14 | 16 | 16 | 17 | 14 | 15 | 16 | 16 | 17 | 18 | 17 | 17 | 15 | 17 | 17 | 17 | 17 | 17 | 16 | 16 | 16 | 16 | 16 | 16 | 16 |

Legenda:

Luogo: C = Casa; T = Trasferta. Risultato: V = Vittoria; N = Pareggio; P = Sconfitta.

### Statistiche dei giocatori
| Giocatore       | 2. Bundesliga | 2. Bundesliga | 2. Bundesliga | 2. Bundesliga | Play-out | Play-out | Play-out    | Play-out   | Coppa di Germania | Coppa di Germania | Coppa di Germania | Coppa di Germania | Totale   | Totale | Totale      | Totale     |
| Giocatore       | Presenze      | Reti          | Ammonizioni   | Espulsioni    | Presenze | Reti     | Ammonizioni | Espulsioni | Presenze          | Reti              | Ammonizioni       | Espulsioni        | Presenze | Reti   | Ammonizioni | Espulsioni |
| --------------- | ------------- | ------------- | ------------- | ------------- | -------- | -------- | ----------- | ---------- | ----------------- | ----------------- | ----------------- | ----------------- | -------- | ------ | ----------- | ---------- |
| G. Aquaro       | 23            | 2             | 7             | 0             | 2        | 0        | 0           | 0          | 1                 | 0                 | 0                 | 0                 | 26       | 2      | 7           | 0          |
| D. Buckley      | 23            | 0             | 5             | 1             | 0        | 0        | 0           | 0          | 2                 | 0                 | 0                 | 0                 | 25       | 0      | 5           | 1          |
| Ī. Charalampous | 15            | 1             | 3             | 0             | 2        | 1        | 1           | 0          | 0                 | 0                 | 0                 | 0                 | 17       | 2      | 4           | 0          |
| A. Cristea      | 0             | 0             | 0             | 0             | 0        | 0        | 0           | 0          | 0                 | 0                 | 0                 | 0                 | 0        | 0      | 0           | 0          |
| M. Cuntz        | 17            | 0             | 6             | 0             | 0        | 0        | 0           | 0          | 2                 | 0                 | 1                 | 0                 | 19       | 0      | 7           | 0          |
| A. Fink         | 10            | 0             | 1             | 0             | 0        | 0        | 0           | 0          | 1                 | 0                 | 0                 | 0                 | 11       | 0      | 1           | 0          |
| B. Fofana       | 0             | 0             | 0             | 0             | 0        | 0        | 0           | 0          | 0                 | 0                 | 0                 | 0                 | 0        | 0      | 0           | 0          |
| P. Groß         | 22            | 2             | 5             | 0             | 2        | 1        | 1           | 0          | 1                 | 0                 | 0                 | 0                 | 25       | 3      | 6           | 0          |
| S. Haas         | 22            | 1             | 10            | 0             | 0        | 0        | 0           | 0          | 2                 | 0                 | 1                 | 0                 | 24       | 1      | 11          | 0          |
| N. Hoheneder    | 13            | 0             | 2             | 0             | 0        | 0        | 0           | 0          | 1                 | 0                 | 0                 | 0                 | 14       | 0      | 2           | 0          |
| A. Iashvili     | 32            | 8             | 11            | 0             | 2        | 0        | 2           | 0          | 2                 | 0                 | 1                 | 0                 | 36       | 8      | 14          | 0          |
| D. Kempe        | 17            | 1             | 6             | 0             | 0        | 0        | 0           | 0          | 2                 | 1                 | 0                 | 0                 | 19       | 2      | 6           | 0          |
| T. Kern         | 0             | 0             | 0             | 0             | 0        | 0        | 0           | 0          | 0                 | 0                 | 0                 | 0                 | 0        | 0      | 0           | 0          |
| T. Konrad       | 1             | 0             | 0             | 0             | 0        | 0        | 0           | 0          | 0                 | 0                 | 0                 | 0                 | 1        | 0      | 0           | 0          |
| G. Krebs        | 23            | 4             | 2             | 0             | 2        | 0        | 1           | 0          | 2                 | 1                 | 1                 | 0                 | 27       | 5      | 4           | 0          |
| M. Lamidi       | 2             | 0             | 0             | 0             | 0        | 0        | 0           | 0          | 1                 | 0                 | 0                 | 0                 | 3        | 0      | 0           | 0          |
| K. Lavrič       | 31            | 5             | 9             | 0             | 2        | 1        | 1           | 0          | 2                 | 0                 | 1                 | 0                 | 35       | 6      | 11          | 0          |
| F. Lechner      | 12            | 0             | 2             | 0             | 0        | 0        | 0           | 0          | 2                 | 0                 | 1                 | 0                 | 14       | 0      | 3           | 0          |
| P. Milchraum    | 9             | 0             | 0             | 0             | 0        | 0        | 0           | 0          | 1                 | 1                 | 0                 | 0                 | 10       | 1      | 0           | 0          |
| M. Moritz       | 0             | 0             | 0             | 0             | 0        | 0        | 0           | 0          | 0                 | 0                 | 0                 | 0                 | 0        | 0      | 0           | 0          |
| B. Müller       | 15            | 2             | 2             | 0             | 0        | 0        | 0           | 0          | 0                 | 0                 | 0                 | 0                 | 15       | 2      | 2           | 0          |
| S. Müller       | 5             | 0             | 0             | 1             | 0        | 0        | 0           | 0          | 0                 | 0                 | 0                 | 0                 | 5        | 0      | 0           | 1          |
| L. Ngwat-Mahop  | 6             | 1             | 0             | 0             | 2        | 0        | 0           | 0          | 0                 | 0                 | 0                 | 0                 | 8        | 1      | 0           | 0          |
| D. Orlishausen  | 29            | 0             | 1             | 0             | 2        | 0        | 0           | 0          | 2                 | 0                 | 0                 | 0                 | 33       | 0      | 1           | 0          |
| M. Piossek      | 0             | 0             | 0             | 0             | 0        | 0        | 0           | 0          | 0                 | 0                 | 0                 | 0                 | 0        | 0      | 0           | 0          |
| I. Rada         | 15            | 1             | 1             | 0             | 2        | 0        | 0           | 0          | 0                 | 0                 | 0                 | 0                 | 17       | 1      | 1           | 0          |
| L. Robles       | 5             | 0             | 0             | 0             | 0        | 0        | 0           | 0          | 0                 | 0                 | 0                 | 0                 | 5        | 0      | 0           | 0          |
| S. Schiek       | 15            | 0             | 3             | 0             | 2        | 0        | 1           | 0          | 0                 | 0                 | 0                 | 0                 | 17       | 0      | 4           | 0          |
| O. Schröder     | 0             | 0             | 0             | 0             | 0        | 0        | 0           | 0          | 0                 | 0                 | 0                 | 0                 | 0        | 0      | 0           | 0          |
| B. Soumaré      | 7             | 0             | 2             | 0             | 0        | 0        | 0           | 0          | 0                 | 0                 | 0                 | 0                 | 7        | 0      | 2           | 0          |
| T. Stadler      | 7             | 0             | 0             | 0             | 0        | 0        | 0           | 0          | 1                 | 0                 | 0                 | 0                 | 8        | 0      | 0           | 0          |
| T. Staffeldt    | 29            | 2             | 6             | 0             | 2        | 0        | 0           | 0          | 1                 | 0                 | 1                 | 0                 | 32       | 2      | 7           | 0          |
| A. Stolz        | 0             | 0             | 0             | 0             | 0        | 0        | 0           | 0          | 0                 | 0                 | 0                 | 0                 | 0        | 0      | 0           | 0          |
| M. Terrazzino   | 25            | 2             | 1             | 0             | 2        | 0        | 0           | 0          | 2                 | 0                 | 0                 | 0                 | 29       | 2      | 1           | 0          |
| M. Thioune      | 8             | 0             | 2             | 0             | 2        | 0        | 0           | 0          | 0                 | 0                 | 0                 | 0                 | 10       | 0      | 2           | 0          |
| C. Timm         | 6             | 1             | 1             | 0             | 0        | 0        | 0           | 0          | 0                 | 0                 | 0                 | 0                 | 6        | 1      | 1           | 0          |
| S. Zoller       | 6             | 1             | 0             | 0             | 0        | 0        | 0           | 0          | 0                 | 0                 | 0                 | 0                 | 6        | 1      | 0           | 0          |
| H. Çalhanoğlu   | 14            | 0             | 1             | 0             | 2        | 0        | 0           | 0          | 0                 | 0                 | 0                 | 0                 | 16       | 0      | 1           | 0          |